# Lúcia Souto
Lúcia Regina Florentino Souto (Rio de Janeiro, 28 de dezembro de 1949) é uma médica e política brasileira. Ela foi deputada estadual (1991-1999).

## Carreira política
Em 1990, foi eleita deputada estadual pelo Partido Comunista Brasileiro (PCB).
Em 1994, foi reeleita deputada estadual pelo Partido Popular Socialista (PPS). 
Em 1998, candidatou-se a governadora do Rio de Janeiro pelo Partido Popular Socialista (PPS), sem êxito. 
Em 2002, candidatou-se a deputada federal pelo Partido Popular Socialista (PPS), sem êxito. Apoiou Jorge Roberto Silveira e Ciro Gomes. 
Lúcia Souto foi presidenta do Cebes (Centro Brasileiro de Estudos da Saúde) no biênio 2018 a 2019. 